# Pride Shockwave 2003
Pride Shockwave 2003 (Otoko Matsuri em japonês) foi um evento de artes marciais mistas promovido pelo Pride Fighting Championships. Aconteceu na Saitama Super Arena em Saitama, Japão em 31 de dezembro de 2003.

## Ligações Externas
- Site Oficial do Pride
- Sherdog.com